# Sphegina appalachiensis
Sphegina appalachiensis är en tvåvingeart som beskrevs av Coovert 1977. Sphegina appalachiensis ingår i släktet midjeblomflugor, och familjen blomflugor. Inga underarter finns listade i Catalogue of Life.